# Petrés
Petrés ist eine Gemeinde (municipio) mit 1.142 Einwohnern (Stand: 2024) in der spanischen Provinz Valencia. Sie befindet sich in der Comarca Camp de Morvedre.

## Geografie
Petrés liegt etwa 23 Kilometer nordnordöstlich von Valencia in einer Höhe von ca. 75 m nahe der Mittelmeerküste. 

## Bevölkerungsentwicklung
| Jahr      | 1920 | 1950 | 1970 | 1981 | 1991 | 2001 | 2011 | 2021 |
| Einwohner | 688  | 534  | 529  | 520  | 712  | 814  | 1024 | 1012 |

## Sehenswürdigkeiten

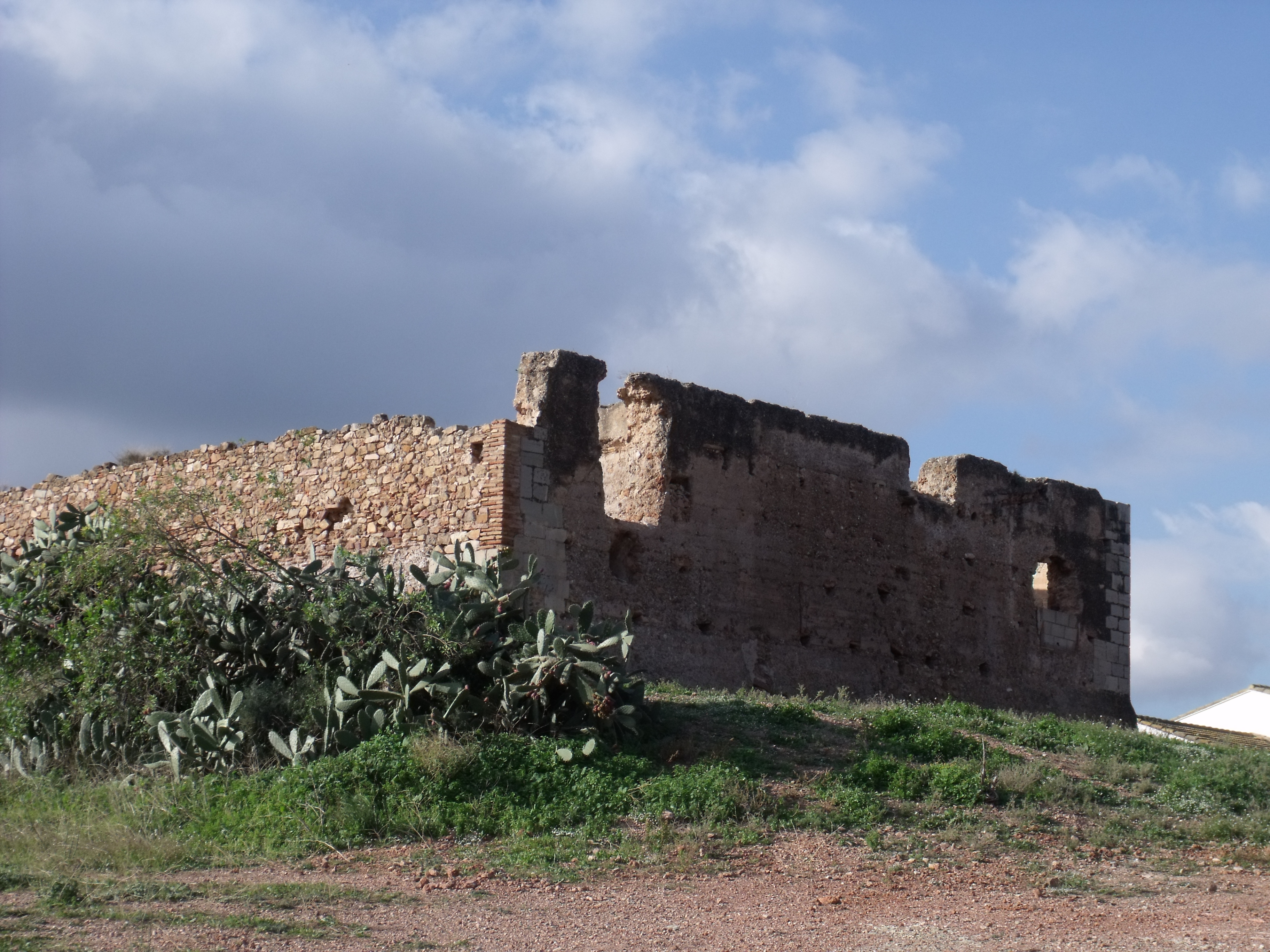
Burgruine von Petrés
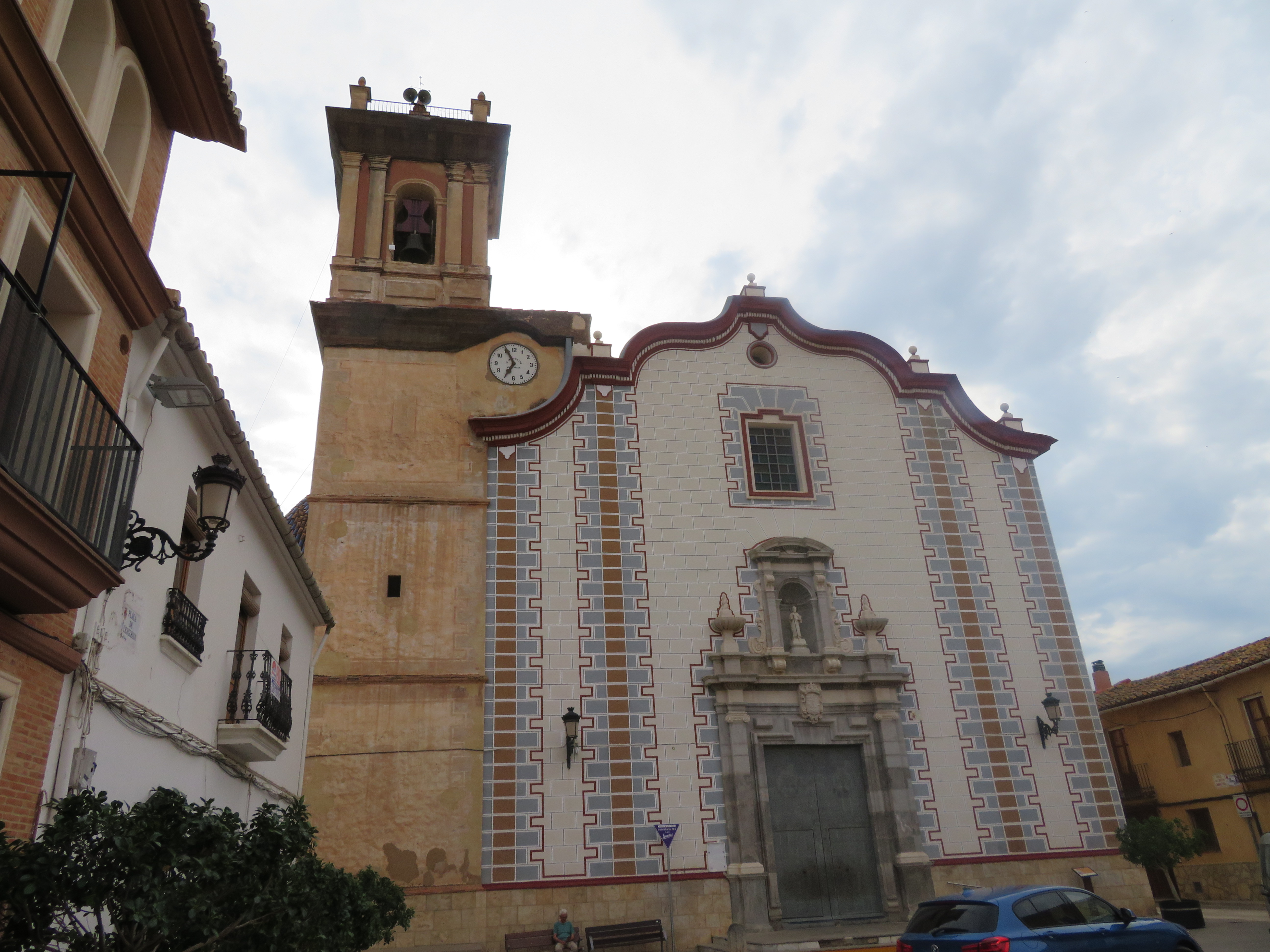
Jakobuskirche

- Jakobuskirche (Iglesia de Santiago Apóstol)
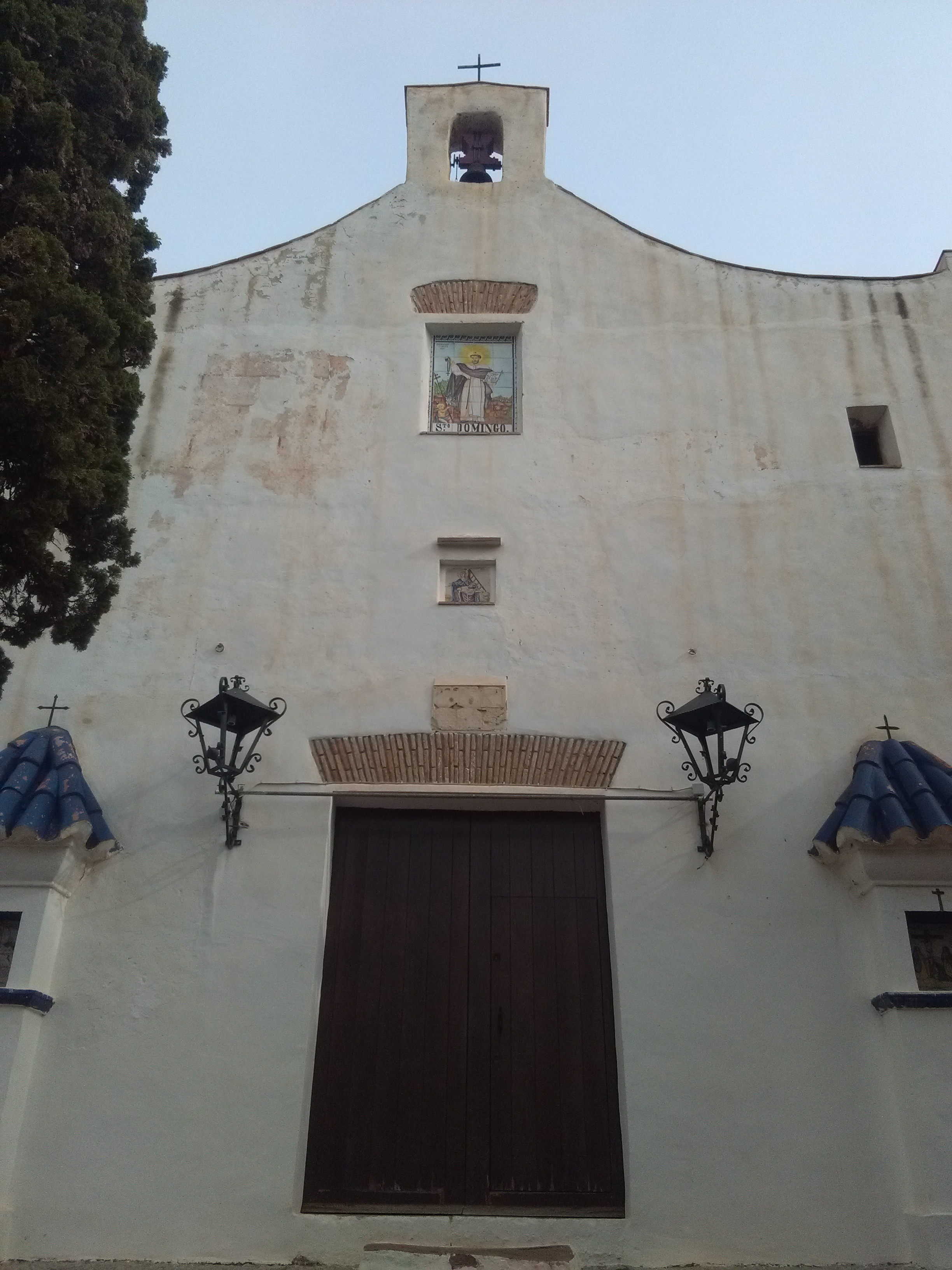
Dominikuskapelle
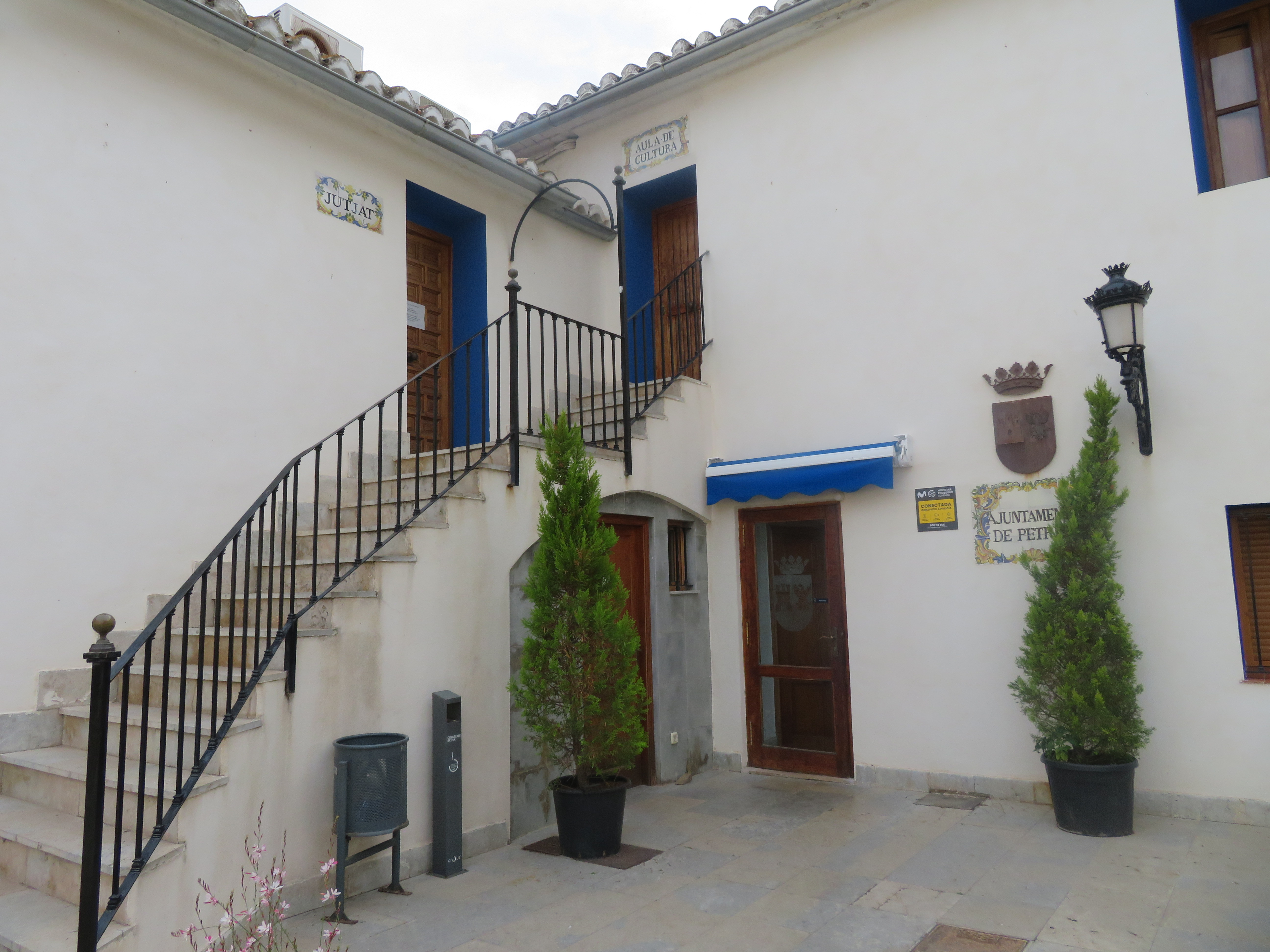
Rathaus

- Burgruine von Petrés
- Jakobuskirche
- Dominikuskapelle
- Rathaus

## Persönlichkeiten
- Domingo de Petrés (eigtl. Joseph Pascual Domingo Buix Lacasa, 1759–1811), Kapuzinermönch und Architekt
- Vicente Sancho (1784–1860), Regierungspräsident